# Liste von Literaturmuseen
Dies ist eine Liste von Literaturmuseen und literarischen Gedenkstätten, sortiert nach Ländern und Regionen.
Siehe auch: Liste von Schriftstellermuseen, sortiert nach den Nachnamen der Schriftsteller.